# بدر ۵
بدر ۵ یا همان ایران‌ست (به انگلیسی: Iransat) یک ماهواره متعلق به شرکت عرب‌ست است که در مدار ۲۶ درجه شرقی قرار دارد. این ماهواره در تاریخ ۳ ژوئن ۲۰۱۰ پرتاب شد. در حال حاضر شبکه‌های صداوسیما بر روی پوشش آسیای مرکزی و ایران این ماهواره در حال پخش است.

## پوشش
پوشش ماهواره ایران‌ست شامل آسیای مرکزی، خاورمیانه و شمال آفریقا است